# Sterlina zambiana
La sterlina  (in inglese pound) fu la valuta dello Zambia dall'indipendenza nel 1964 fino alla decimalizzazione il 16 gennaio 1968. Era suddivisa in 20 shilling, ognuno di 12 penny.

## Storia
La sterlina zambiana sostituì la sterlina della Rhodesia e del Nyasaland alla pari. Era agganciata alla pari con la sterlina britannica e fu sostituita dal kwacha con un cambio di 2 kwacha = 1 sterlina ossia 1 kwacha = 10 shilling.

## Monete
Nel 1964 furono introdotte monete in cupro-nichel da 6 penny e da 1 e 2 shilling, seguite da una moneta forata di bronzo da 1 penny nel 1966.

## Banconote
Nel 1964 la Bank of Zambia introdusse banconote con tagli da 10 shilling e da 1 e 5 sterline.